# Vikáriusok háza (Wawel)

Az épület a Wawel térképén

A Vikáriusok háza (lengyelül: Wikarówka, más néven Domem kapitulnym po Koniecpolskim vagy Domem wikariuszy zamkowych) a 3-as számú épület a Wawel-dombon, Krakkóban. A Waweli székesegyháztól nyugatra áll.

## Története
Az épület 1441-ig királyi tulajdonban volt, amikor is I. Ulászló magyar és lengyel király Jan Taszka Koniecpolski kancellárnak adományozta. Az új tulajdonos halála után özvegye, Siennai Dorota és fia, Jakub Koniecpolski átadta a krakkói káptalanságnak. Az eredetileg gótikus stílusú házat 1522 után Piotr Sienicki kanonok megrendelésére reneszánsz elemekkel gazdagították úgy, hogy új ablakkereteket építettek be feltételezések szerint Kasper Simon kőfaragó közreműködésével. A 16. század második felében bővítették az épületet, 1825-ben pedig lebontották a mellette állót.
A 19. század első felében manzárdszintet húztak rá a déli oldalon. 1889-ben Antoni Siedek emeletráépítéssel kétemeletesre bővítette, ekkor beépítették a középkorból származó, gótikus stílusú, vakablakokkal díszített csúcsos, háromszögoromzatot. 1958-ban Stefan Walczy mérnök kidolgozott egy tervet a Wawel felújítását vezető Alfred Majewski irányításával az 1889-es átalakítások megszüntetése érdekében, azonban a terv nem valósult meg.
Napjainkban az épületben a székesegyház hivatalai és paplakások találhatók.

## Építészet
A Wikarówka kétemeletes, belső udvarral rendelkező épület. Északról lépcsőházas torony támasztja, amelyet az 1889. évi eklektikus felújítás során emeltek. Az egész második emelet és néhány neoreneszánsz elem szintén ebből az időből származik.
A 16. század első felében reneszánsz erkélyablakot alakítottak ki az első emeleten, amelyet a Belina nemesi család címere díszít. Hét kora reneszánsz kő ablakkeret is készült ekkoriban, majd a század második felében további öt. Az udvar építészeti elemeiből egy gótikus, faragott kapu, továbbá két félköríves, szintén faragott kapu őrződött meg.

## Érdekesség
Egyes adatok szerint 1573-ban a székesegyház és az épület közelében Samuel Zborowski megölte Andrzej Wapowskit.

## Galéria

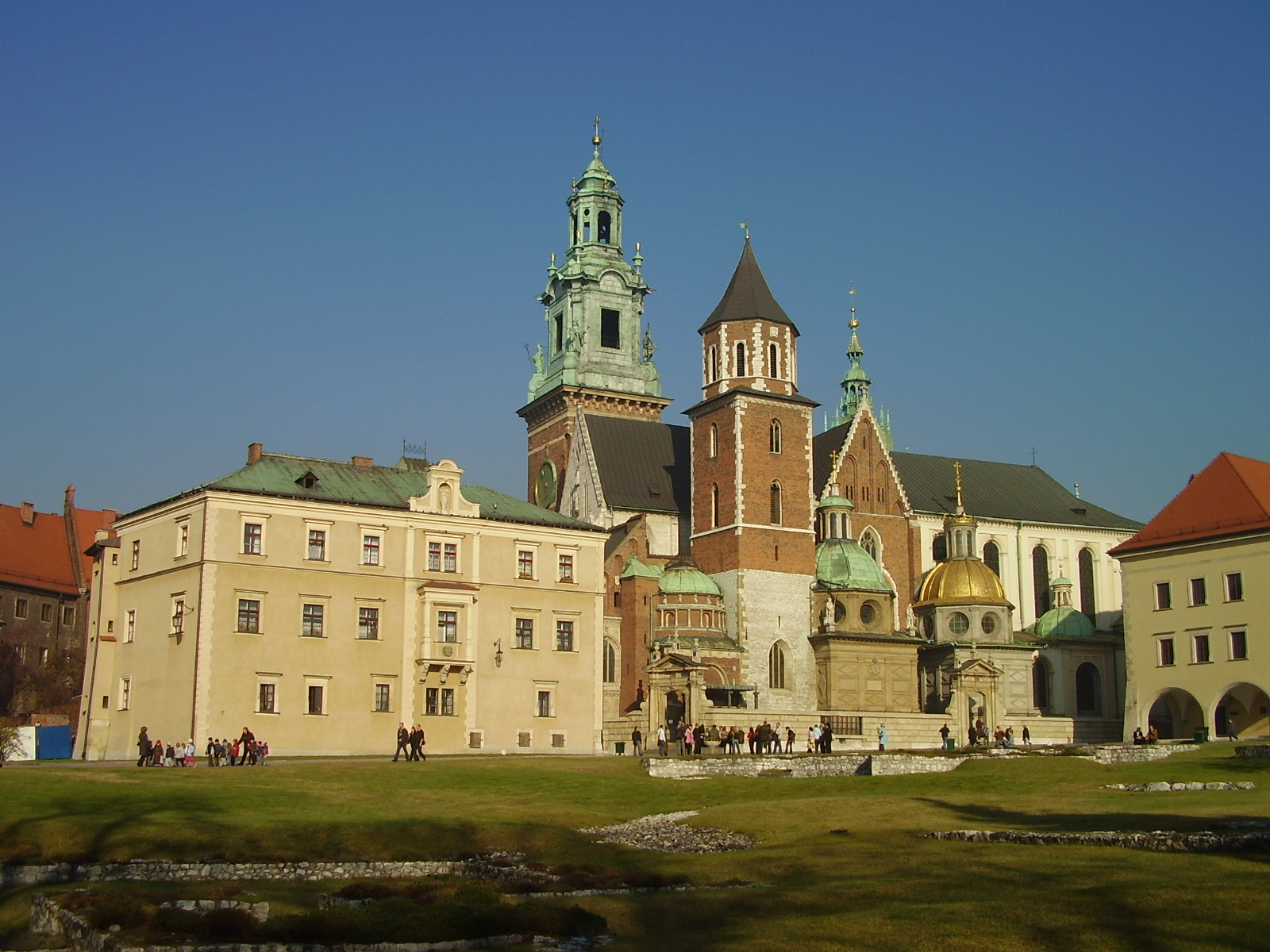
A Wikarówka, háttérben a Waweli székesegyház
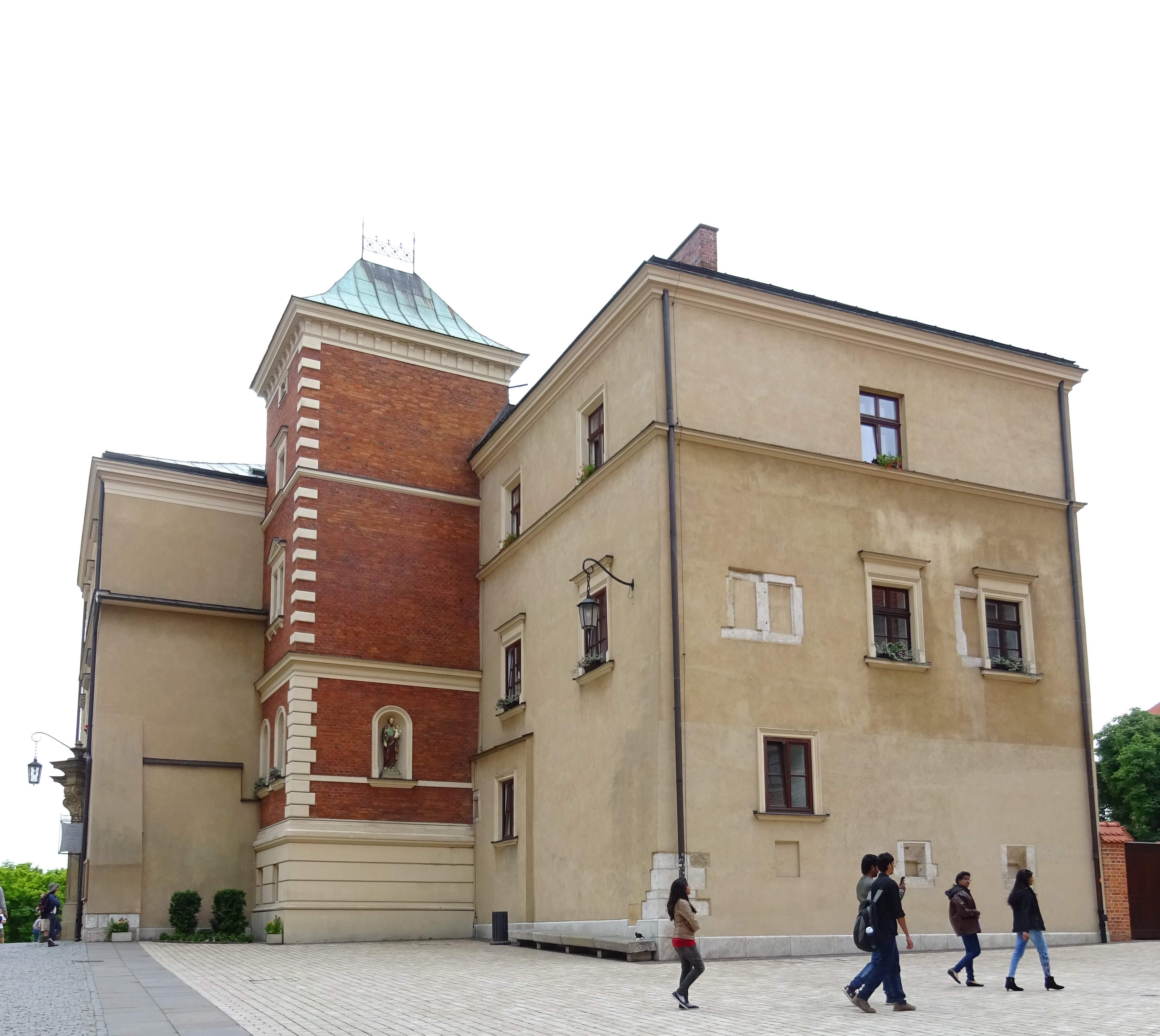
Az épület látképe északról
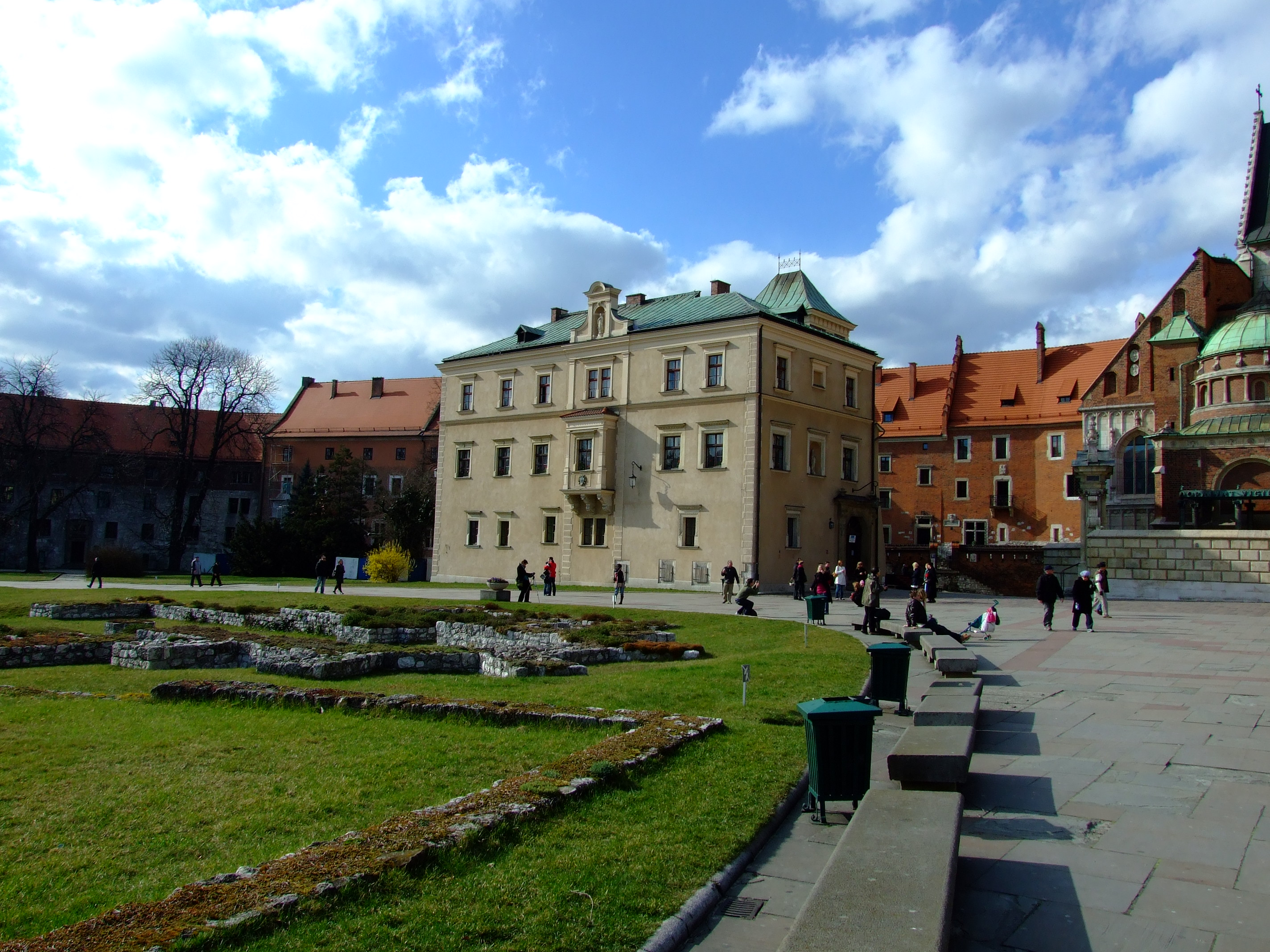
A Wikarówka egyik kapuja
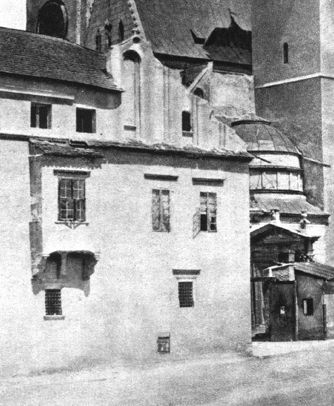
A képen még látható az 1889-es átalakításkor eltüntetett manzárd és a gótikus oromzat. (Fotóː Ignacy Krieger, 1875-1889 között)
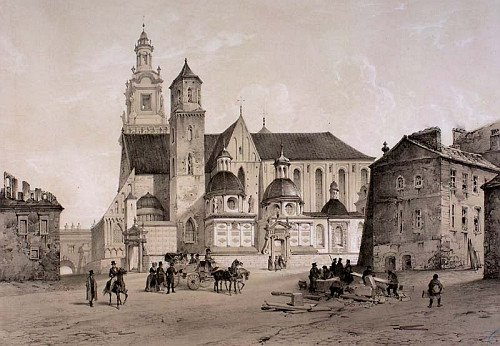
Francia utazó rajza 1843-ból. Középen a székesegyház, balra a Wikarówka

## Fordítás
- Ez a szócikk részben vagy egészben a Wikarówka na Wawelu című lengyel Wikipédia-szócikk ezen változatának fordításán alapul.  Az eredeti cikk szerkesztőit annak laptörténete sorolja fel. Ez a jelzés csupán a megfogalmazás eredetét és a szerzői jogokat jelzi, nem szolgál a cikkben szereplő információk forrásmegjelöléseként.